# Grb Občine Idrija
Grb Občine Idrija je enak grbu mesta Idrija. Na njem je v črno obrobljenem ščitu, ki je na spodnji strani polkrožen, upodobljen rimski bog trgovanja, pa tudi glasnik bogov Merkur. Merkur, ki je obrnjen na levo ima v desni roki glasniško palico, oblečen pa je v zeleno tuniko in ima ogrnjeno rdeče ogrinjalo. Na nogah ima sandale s krili.
Idrijski grb z Merkurjem se pojavlja že v 2. polovici 17. stoletja. Merkur v grbu opozarja na živo srebro, ki so ga v Idriji odkrili leta 1490 in zaradi katerega se je Idrija razvila v zelo pomembno rudarsko središče. Srednjeveški alkimisti so namreč živo srebro (latinsko mercurium) označevali s simbolom planeta Merkurja.